# Adan Coronado
Adan Coronado (* 20. April 1990 in Compton, Kalifornien) ist ein US-amerikanisch/mexikanischer Fußballspieler. Er wird im linken Mittelfeld eingesetzt.

## Karriere
Als Sohn eines mexikanischen Vaters, wuchs er in Hawaiian Gardens im Los Angeles County auf und spielte bereits in der High School in Artesia Fußball. Danach war er im Team des Illinois Central College in East Peoria aktiv, von wo er im Jahr 2010 dann zum Cerritos College nach Norwalk (in Kalifornien) ging. Sein erstes richtiges Fußballteam war dann der Santa Ana Winds FC in der National Premier Soccer League.
Zur Saison 2011/12 wechselte er dann, bedingt durch ein vorher stattgefundenes Scounting-Event, zum niedersächsischen Klub Kickers Emden in die Oberliga Niedersachsen. Bedingt durch die Insolvenz des Vereins verließ er diesen aber am Ende des Jahres und schloss sich dann dem FK KOM Podgorica an, welcher zu dieser Zeit in der ersten zweiten montenegrinischen Liga spielte. Zur Saison 2012/13 wechselte er dann wieder das Land und schloss sich dem HNK Branitelj Mostar in Bosnien und Herzegowina an, in der zweiten Liga kam er in 24 Spielen zum Einsatz und erzielte vier Tore. In der nächsten Saison spielte er dann wieder in der niedersächsischen Oberliga, dieses Mal beim TSV Ottersberg im Landkreis Verden. Bis zum Ende der Saison kam er auf 24 Einsätze sowie zwei Tore. Nach dem Abstieg von Ottersberg war er ein paar Monate ohne Verein und schloss sich dann im September 2014 der zweiten Mannschaft des BSV Rehden an.
Im Januar 2016 ergab es sich für ihn noch einmal einem Erstligisten anzuschließen. Diesmal ging es nach Aserbaidschan zum AZAL PFK Baku, wo er in 26 Einsätzen bis zum Ende des Jahres jedoch ohne Torerfolg bleiben sollte. Er verließ die Mannschaft dann Anfang 2017 und war darauf einige Jahre ohne Verein. Im Juli 2017 nahm er an Tests von Korona Kielce in Bremen teil, bekam jedoch schlussendlich keinen Vertrag. Erst im August 2019 fand er dann in dem California United Strikers FC aus dem Orange County einen neuen Verein. Dort war er bis Ende November 2020 beschäftigt und ist seit dem vereinslos.